# Alexander Leslie
Ne doit pas être confondu avec Alexander Leslie Scott.
Alexander Leslie 1er comte de Leven (1582-4 avril 1661) est un militaire écossais. Pendant la guerre de Trente Ans, il combat, comme beaucoup de ses compatriotes, dans les rangs des Provinces-Unies avec le grade de capitaine, puis au service de la Suède avec le grade de maréchal de camp. De retour dans son pays, il devient un des généraux du parti Covenantaire, entre au Conseil privé pour l'Écosse de Charles Ier et est nommé capitaine du château d'Edimbourg, Lord Balgonie et comte de Leven.

## Premières années
Alexander Leslie est né en 1582, fils illégitime d'un capitaine du château de Blair, George Leslie.
Dès son plus jeune âge, Alexander est confié au clan Campbell de Glenorchy. Ce lien de fosterage est très fort et amène Leslie dans la mouvance de la Maison d'Argyll.

## Engagement à l'étranger
Alexander Leslie entre au service des Provinces-Unies en 1605 et atteint le grade de capitaine dans l'armée. En 1608, il s'enrôle dans l'armée suédoise où il se distingue. En 1627, Gustave-Adolphe lui fait confiance avec la garde des garnisons stratégiques en Allemagne du Nord tandis que le gros de l'armée suédoise prend pied sur le littoral baltique et s'avance lentement vers le sud. En 1628, Leslie est nommé gouverneur de Stralsund alors assiégée. Il poursuit avec succès la défense de la ville contre l'armée impériale de Albrecht von Wallenstein Gustave-Adolphe envoyant parallèlement huit navires de guerre pour l'aider à lever le siège.
En 1631, Leslie organise les troupes anglaises et écossaises au service de l'armée suédoise commandé par James, 3e marquis de Hamilton, et est promu major-général. Leslie est grièvement blessé en février 1632 près de Hambourg. Malgré sa blessure, Leslie est nommé maréchal de camp en 1636 et participe à la bataille de Wittstock sous les ordres de Johan Banér.

## Retour en Écosse

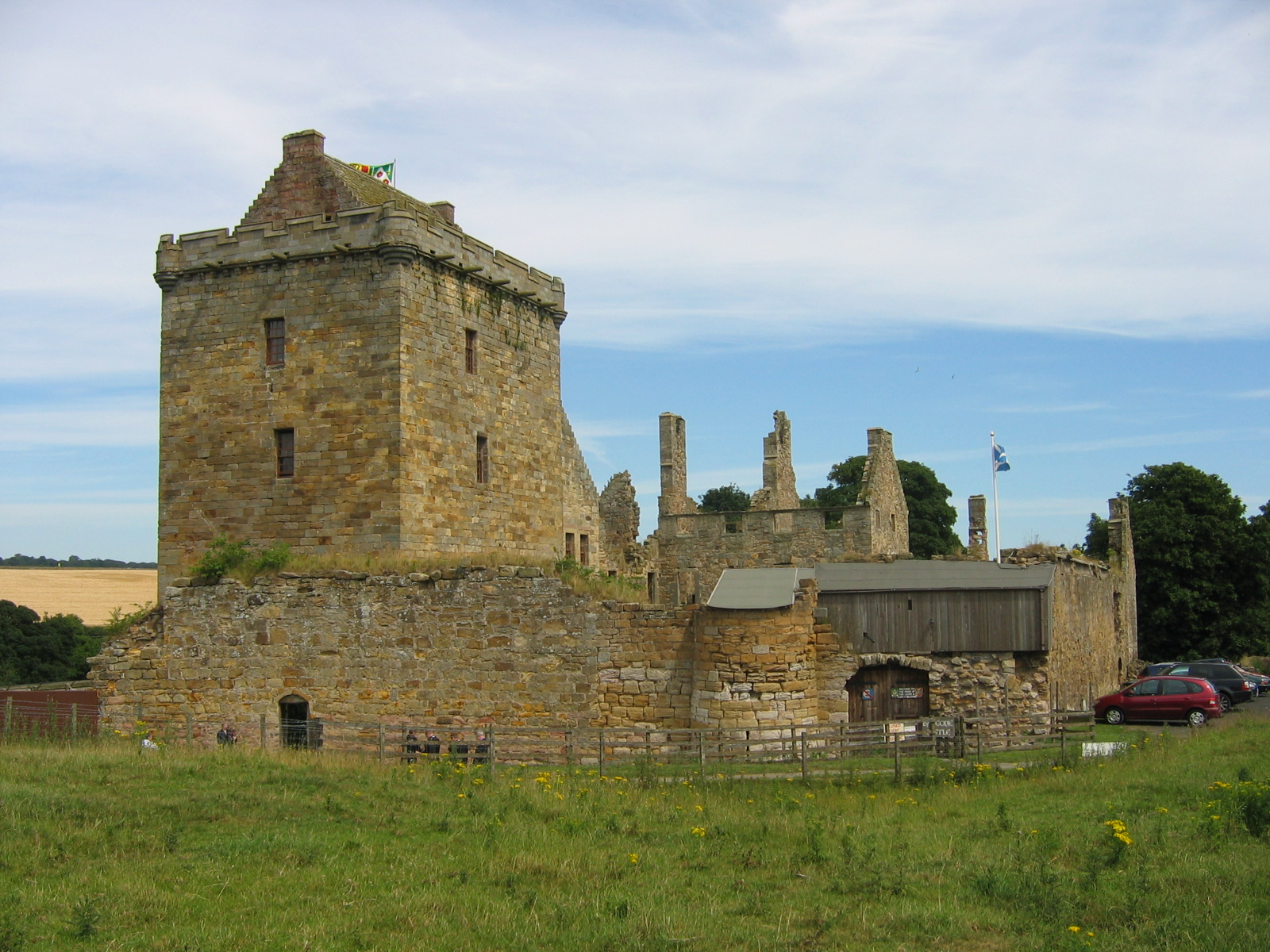
Château de Balgonie

En 1638, il retourne en  Écosse, où il est nommé Lord général de l'armée des Covenantaires et participe à ce titre à la guerre des évêques. La plupart des officiers de l'armée étaient des vétérans au service de la Suède et s'étaient mis en évidence au cours des guerres continentales. Ils forment la première armée de métier de l'Écosse.
La réputation de ruse de Leslie est attestée par ses contemporains John Aston et Cheney Culpeper. Ainsi au cours de la première guerre des évêques, il fait marcher son armée vers Duns Law où il campe en attendant les forces royalistes.  Là plutôt que de les combattre, Leslie invite les officiers royalistes à dîner et leur permet d'inspecter le camp. Impressionnés, les royalistes choisissent de retraiter plutôt que d'engager le combat contre des forces supérieures. Dans la seconde guerre des évêques, Leslie mène une brillante campagne dans le nord de l'Angleterre, écrasant les royalistes à la bataille de Newburn. Puis il s'empare de Newcastle amenant le roi Charles Ier à traiter avec les covenantaires.
En 1641, Charles Ier nomme Leslie au Conseil privé écossais et lui accorde les titres de Seigneur de Balgonie et comte de Leven. Il devient également capitaine du château d'Edimbourg.
Lors de la première guerre civile anglaise, Leslie s'oppose de nouveau au roi. Il participe à la tête d'une armée écossaise au siège infructueux de York avant de battre, avec les forces parlementaires anglaises, l'armée royaliste à la bataille de Marston Moor. Quand Charles Ier se rend à l'armée écossaise en 1646, il est placé sous la responsabilité de Leslie avant d'être remis aux parlementaires anglais l'année suivante.
À plus de 70 ans, il passe le commandement de l'armée écossaise à son neveu David Leslie en qui il a toute confiance. Cependant des divergences au sein du Parlement écossais se font jour et la faction royaliste parvient à chasser les radicaux du clan Argyll. Ceux-ci reviennent au premier plan après l'intervention des forces anglaises d'Oliver Cromwell. Après l'exécution de Charles Ier, Argyll se déclare en faveur de Charles II, ce qui entraine une nouvelle intervention anglaise. Les covenantaires écossais, conduit par David Leslie, sont écrasés à la bataille de Dunbar.
Bien qu'Alexander Leslie n'ait pas pris part à ces derniers évènements, il est capturé en août 1651 par un groupe de dragons anglais et enfermé à la Tour de Londres. Il est libéré contre une caution de 20 000 livres et se retire dans le comté de Northumberland. Il est de nouveau arrêté quelque temps plus tard, mais obtient de nouveau sa liberté probablement sur l'intervention de la reine de Suède.
Il meurt en 1661 au château de Balgonie, dans le comté de Fife, en Écosse.

## Source
- (en) Cet article est partiellement ou en totalité issu de l’article de Wikipédia en anglais intitulé « Alexander Leslie, 1st Earl of Leven » (voir la liste des auteurs).